# Walter Plathe
Pour les articles homonymes, voir Plathe.
Walter Fritz Ernst Plathe, né le 5 novembre 1950 à Berlin (Allemagne), est un acteur allemand.
Il s'est fait connaître d'un large public grâce à de nombreux rôles dans des films et des séries à la télévision est-allemande, et grâce à son rôle de premier plan en tant que Dr Ulrich Teschner dans la série télévisée ZDF Der Landarzt (de).

## Biographie
Walter Plathe grandit dans l'ancienne banlieue de Rosenthaler dans le quartier de Mitte à Berlin-Est. Il voulait initialement être vétérinaire et apprend le métier de vendeur spécialisé en animalerie, secteur dans lequel il exerce dans un premier temps.
Après avoir fréquenté l'École nationale d'art dramatique de Berlin à partir de 1968, il est engagé en 1971 au Théâtre d'État de Schwerin et en 1976 au Théâtre de l'amitié de Berlin, aujourd'hui Theater an der Parkaue. Depuis 1972, il travaille également dans des longs métrages et des productions télévisuelles. À partir des années 1980, il travaille comme présentateur et conférencier. En juin 1986 et décembre 1987, par exemple, il anime Ein Kessel Buntes, l'une des émissions de divertissement les plus importantes de la télévision de la RDA. En 1988, il anime son propre programme de divertissement, Gesaid ist haben.
À l'été 1989, il apparait en tant qu'invité au 20e Solidaritätsbasar der Berliner Journalisten sur l'Alexanderplatz à Berlin et le 14 septembre 1989 dans le spectacle de divertissement de la RDA SpielSFahr avec Hans-Georg Ponesky. Peu de temps après, il déménage en Allemagne de l'Ouest et vit à Hambourg pendant quelques années.
En tant qu'interprète d'Otto Reutter, il tourne en 2010 dans un programme au Theater am Kurfürstendamm dans le rôle de Heinrich Zille. En 2015 et 2017, il endosse le rôle de Götz von Berlichingen au Festival du château de Jagsthausen.
Plathe vit à Berlin-Mitte. Il s'est marié deux fois et a un fils issu de son premier mariage. En deuxièmes noces, il est marié de 1999 à 2008 à l'actrice Victoria Sturm, de 23 ans sa cadette et qui a également joué dans la série Der Landarzt (de) (1999 à 2008). Il a professé publiquement sa bisexualité dans son autobiographie de 2017, Ich habe nichts ausgelassen.

## Filmographie partielle

### Au cinéma
- 1972 : Karl Liebknecht - Trotz alledem!
- 1977 : Ein Katzensprung (de) : Leutnant Riedel
- 1978 : Ich will euch sehen (cy) : Fritz Schmenkel
- 1980 : Die Schmuggler von Rajgrod (de) : Martin Anskazh
- 1985 : Meine Frau Inge und meine Frau Schmidt (de) : Karl Lehmann
- 1989 : Zum Teufel mit Harbolla : Sänger
- 1990 : Café Europa (de) : premier détective
- 1998 : Spuk aus der Gruft (de) : Bürgermeister
- 2003 : Spuk am Tor der Zeit (de) : Bürgermeister Lothar Köhler
- 2017 : Weiber! Schwestern teilen. Alles (cy) : Erich

### À la télévision
- 1990 : Inspecteur Derrick (série télévisée, 2 épisodes)
- 1991-1999 : Le Renard (série télévisée, 3 épisodes)
- 1992–2009 : Der Landarzt (de) (série télévisée, 181 épisodes)
- 1994 : Liebling Kreuzberg (série télévisée, 1 épisode)
- 1995, 1999 : Für alle Fälle Stefanie (série télévisée, 2 épisodes)
- 2003 : Le Dernier Témoin (série télévisée, 1 épisode)
- 2007 : Kreuzfahrt ins Glück - « Hochzeitsreise nach Burma » (série télévisée)

## Récompenses et distinctions
- Rideau d'or du prix du théâtre de Berlin pour ses rôles dans... au Theater am Kurfürstendamm :
  - 2001 : Heute kein Hamlet
  - 2005 : Die Abenteuer des braven Soldaten Schwejk
  - 2007 : Ein eingebildeter Kranker
  - 2009 : Zille
  - 2014 : Zille et Der eiserne Gustav
- 2009 : Plaque Georg Scheu[7],[8]
- 2019 : Berliner Bär